# Benedictus XVI
Benedictus XVI (latin Benedictus PP. XVI) eller Benedikt XVI, född Joseph Alois Ratzinger den 16 april 1927 i Marktl am Inn, Bayern, död 31 december 2022 i Vatikanstaten, var en tysk prelat och biskop. Han var Romersk-katolska kyrkans 265:e påve och ex officio Vatikanstatens statschef efter konklavens val den 19 april 2005. Installationsceremonin ägde rum den 24 april 2005.
Den 11 februari 2013 meddelade Benedictus XVI, under konsistoriet för helgonförklaringen av martyrerna från Otranto, att han ämnade abdikera och frånträda sitt ämbete den 28 februari 2013. Som orsak angav han sin höga ålder och därtill kopplade bristande krafter. Den 13 mars 2013 valdes Franciskus till hans efterträdare. Benedictus XVI omnämndes sedan dess såsom påve emeritus, officiellt pontifex emeritus.
Benedictus XVI var den äldste som valts till påve sedan Clemens XII valdes 1730 och den förste tysken sedan Viktor II (1055–1057).
Joseph Ratzinger var sedan 1950-talet en av Katolska kyrkans mest framstående teologer. Under Andra Vatikankonciliet (1962–1965) var han teologisk rådgivare. Han har tillika varit professor i teologi vid ett flertal tyska universitet, bland annat i Tübingen. Efter en tid som ärkebiskop kallades han till Rom, där han utsågs till prefekt för Troskongregationen och kardinal. I västvärlden har han i massmedia framförallt uppmärksammats för sitt försvar av traditionella katolska lärosatser och värden. Som kardinal och påve ansågs han ibland ha gått i polemik med andra religioner, såväl kristna riktningar som judendom och islam. Benedictus XVI har beskrivits som kyrkans främsta intellektuella kraft sedan mitten av 1980-talet.
Under sitt pontifikat betonade Benedictus XVI att Europa bör återvända till en grundläggande kristen värdegrund i reaktion mot den ökande avkristningen och sekulariseringen. Benedictus XVI menade att relativismens förnekande av en objektiv sanning, närmare bestämt förnekande av en moralisk sanning, utgör nutidens främsta problem.
Efter sitt frånträde från påveämbetet 2013 vistades han några månader i sommarresidenset i Castel Gandolfo. Han bodde sedan mellan den 2 maj 2013 och sin död den 31 december 2022 i klostret Mater Ecclesiae i Vatikanen.
Den 4 september 2020 blev Benedictus XVI den längst levande personen som innehaft påveämbetet.

## Biografi

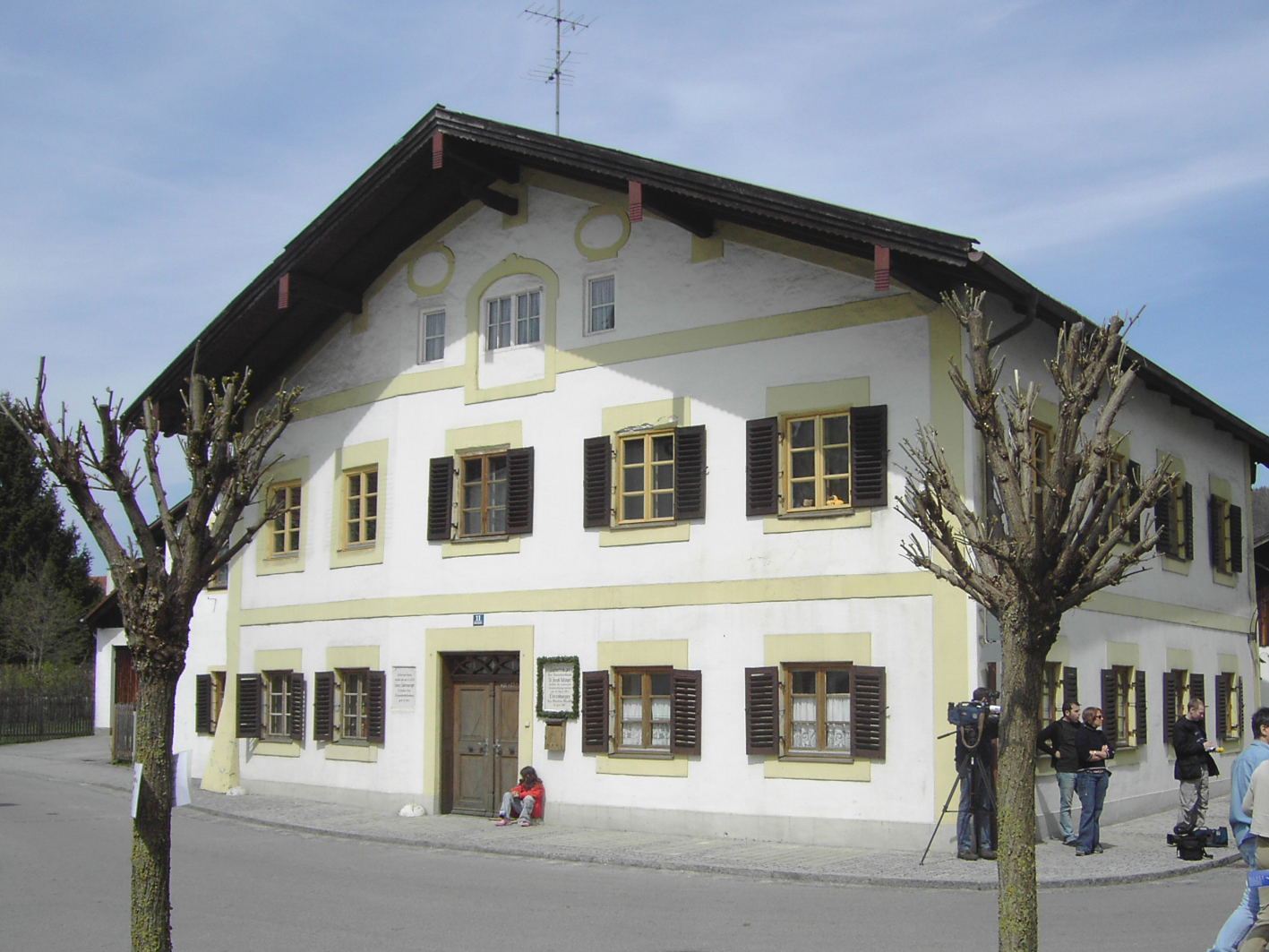
Huset i Marktl am Inn där Joseph Ratzinger föddes 1927.

Joseph Ratzinger föddes i hemmet på Schulstrasse 11 i Marktl am Inn i Bayern på påskaftonen 1927 som tredje och yngsta barnet till Joseph Ratzinger (1877–1959) och Maria (född Riger 1884, död 1963). Han döptes samma dag. Fadern var polis; modern var kokerska. Hans äldre syster Maria (1921–1991) förblev ogift och tog hand om hans hushåll. Brodern Georg (1924–2020) var präst, prelat och kyrkomusiker. Deras äldre släkting, Georg Ratzinger, var politiker, präst och författare.
Faderns poliskarriär påverkades negativt av att han vägrade ansluta sig till det nationalsocialistiska partiet, NSDAP. Den tonårige Ratzinger tjänade, i likhet med nästan alla jämnåriga tyska pojkar, en kort tid i Hitlerjugend och senare i ett luftvärnsförband inom armén som försvarade BMW:s fabrik i München. I april 1945 deserterade han och satt en kort tid som krigsfånge.

### Karriär före påvevalet
Joseph och Georg Ratzinger prästvigdes 29 juni 1951 av ärkebiskopen av München och Freising, kardinal Michael von Faulhaber. Två år senare doktorerade Joseph Ratzinger på en avhandling om Augustinus, och fick docentur (habilitation) med ett verk om Bonaventura 1957. Han var professor i dogmatik i Freising från 1958, i Bonn 1959–1963, Münster 1963–1966, Tübingen 1966–1969 och Regensburg från 1969. I Tübingen upplevde han marxistiska studentuppror och andra radikala strömningar, vilka bidrog till att han fjärmade sig från de liberalteologiska strömningar som hade fått starkt fäste vid universitetet i Tübingen. Han accepterade därför en kallelse till det mera konservativa universitetet i Regensburg, där han 1972 tillsammans med bland andra Hans Urs von Balthasar, Henri de Lubac och Walter Kasper grundade den teologiska tidskriften Communio, som utges på sjutton språk och har blivit en av teologins mest prominenta tidskrifter.
1962–1965 deltog han i Andra Vatikankonciliet som peritus (rådgivare) åt ärkebiskopen av Köln, kardinal Josef Frings. Under denna tid betraktades han fortfarande som reformist, men trots att han ofta anses ha förändrat sitt ställningstagande i det avseendet har han fortsatt att försvara Andra Vatikankonciliets beslut. Själv har han dock sagt att han under åren aldrig ändrat teologisk riktning.

### Ärkebiskop i München-Freising 1977–1982
Den 24 mars 1977 blev Ratzinger ärkebiskop i ärkestiftet München-Freising. Han tog sig då sitt valspråk Cooperatores veritatis, hämtat ur Tredje Johannesbrevet.

### Kardinal
Den 27 juni 1977 upphöjdes Ratzinger av påve Paulus VI till kardinalpräst med Santa Maria Consolatrice al Tiburtino som titelkyrka. Tidigare samma år hade han utsetts till ärkebiskop av München och Freising (en titel som han behöll till 1982). Ratzinger var ordförande för den Påvliga Bibelkommissionen, som fastställer den officiella katolska hållningen beträffande bibelforskning. Den 5 april 1993 utsågs han till kardinalbiskop av Velletri-Segni suburbikariska stift. 2002 utnämndes han till dekan för kardinalskollegiet och fick då biskopsstolen i Ostia.
I egenskap av teolog författade Ratzinger ett stort antal böcker och artiklar även efter det att han lämnat den akademiska banan och blivit kardinal. Som prefekt för Troskongregationen utarbetade han på påve Johannes Paulus II:s uppdrag ett flertal läroskrivelser, avsedda att förtydliga den katolska läran. Hans arbeten som teolog har inte någon officiell status och får inte förväxlas med de av Troskongregationens officiella uttalanden och dokument som bär hans namnteckning.

### Prefekt för Troskongregationen

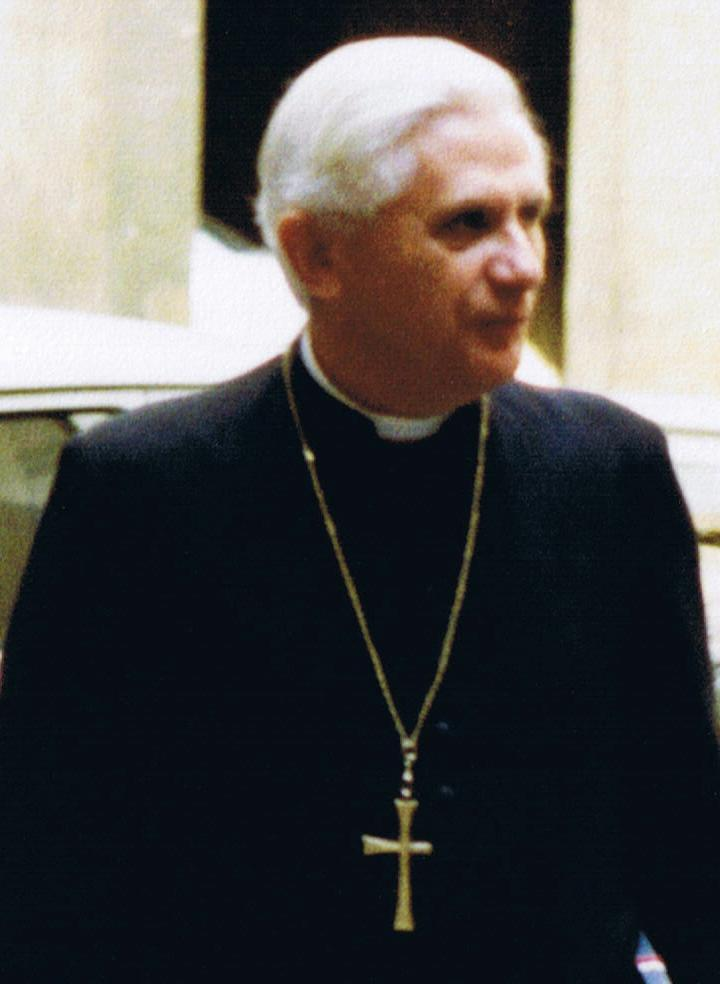
Kardinal Ratzinger i Rom, 1988.

25 november 1981, efter Franjo Šepers pensionering, utnämndes Ratzinger av påve Johannes Paulus II till prefekt för Troskongregationen, det vill säga det av kurians organ (kongregationer) som har till uppgift att särskilt vaka över och försvara Romersk-katolska kyrkans tro och morallära och som har sina historiska rötter i inkvisitionen. 1982 avgick Ratzinger som ärkebiskop i München-Freising.
Ratzinger försvarade och bekräftade den katolska doktrinen, inklusive läror gällande preventivmedel, homosexualitet och interreligiös dialog.

## Påve: 2005–2013
Benedictus XVI var Katolska kyrkans 265:e påve, mellan åren 2005-2013. Han efterträdde påve Johannes Paulus II och efterträddes av påve Franciskus.

### Påvevalet

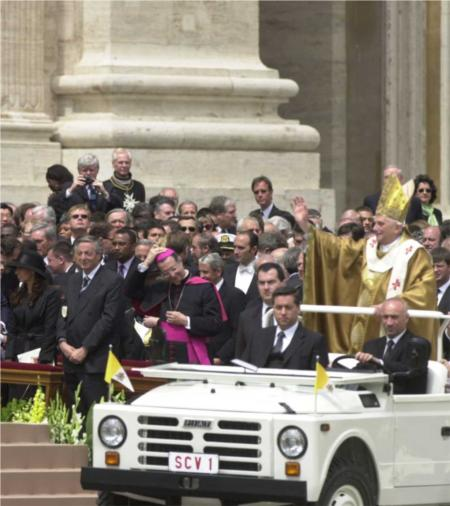
Benedictus XVI möter folkmassorna i en påvemobil efter installationsmässan den 24 april 2005.

Kardinal Ratzinger valdes efter att Johannes Paulus II avled den 2 april 2005, redan på konklavens andra dag, tisdagen den 19 april till påve och antog namnet Benedictus XVI. Han blev den 265:e påven i historien i en ålder av 78 år. Han blev därmed den äldste som valts till påveämbetet sedan påve Clemens XII.
I samband med konklaven yttrade Ratzinger:
| ” | Att ha en klar och tydlig tro enligt kyrkans trosbekännelse betraktas ofta som fundamentalism. Relativismen, att låta sig dras hit och dit av olika läror och vindar, uppfattas som den enda möjliga inställningen i vår tid. Det håller på att uppstå en relativismens diktatur, som inte längre erkänner något definitivt och vars enda mått är jaget och dess nycker. | „ |

En stund efter konklavens slut trädde den nyvalde påven Benedictus XVI ut på Peterskyrkans benediktionsloggia och uttalade sin första välsignelse Urbi et orbi (över staden – underförstått: Rom – och hela världen):
| ” | Kära bröder och systrar! Efter den store påven Johannes Paulus II har kardinalerna valt mig, en enkel, oansenlig arbetare i vår Herres vingård. Jag hämtar kraft i det faktum att Herren vet hur han ska göra, även med ofullkomliga instrument. Mer än allt annat överlämnar jag mig till era förböner. I glädjen hos den Uppståndne Herren, styrkta av att Han ständigt kommer oss till hjälp, går vi framåt i full förvissning om att Herren kommer att hjälpa oss och att Hans Mor, den allra heligaste Maria, är vid vår sida. Tack alla. | „ |

### Val av namn

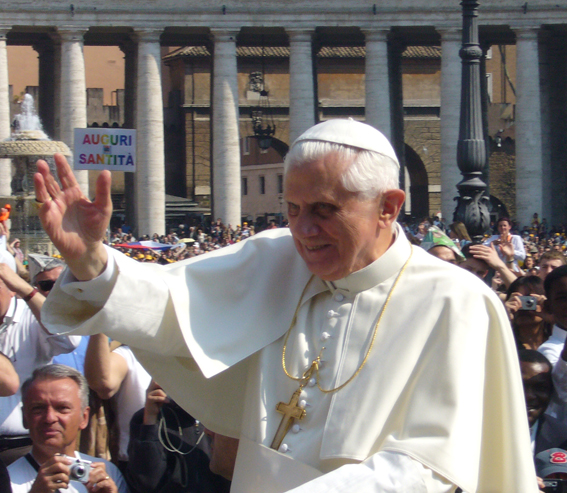
Påven på Petersplatsen.

Enligt Vatikanen hade Benedictus, som på latin betyder ’den välsignade’, valt sitt namn för att anknyta till påven Benedictus XV (1914–1922) som var en "förkämpe för freden", samt till helgonet Benedikt av Nursia, ett av Europas skyddshelgon. Intressant i sammanhanget är även att helgonet Benedetto Giuseppe Labre, kallad den "helige pilgrimen", har sin festdag den 16 april, den nyvalde påvens födelsedag. Han förklarade namnvalet den 27 april 2005.
Anders Arborelius, biskop i Stockholms katolska stift, har beslutat att romersk-katolska kyrkan i Sverige skall benämna påven Benedikt XVI. Flera massmedier har dock valt att använda namnet Benedictus, som ibland har använts på svenska om tidigare påvar med detta namn. Även den katolska författaren och översättaren Gunnel Vallquist använde det senare namnskicket. Värt att nämna är att Radio Vaticana, katolska kyrkans officiella nyhetsorgan i Rom, på sina svenska sändningar inte följer Stockholms katolska stifts anvisningar utan nämner påven med namnet Benedictus.

### Resor som påve

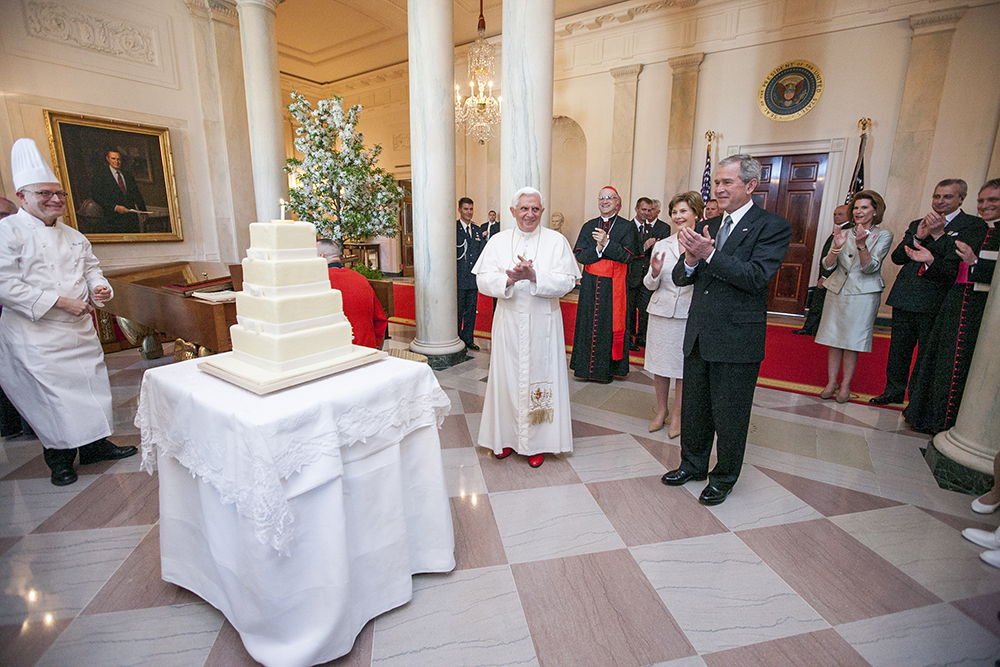
Påven Benedictus XVI firar sin födelsedag tillsammans med bland andra president George W. Bush och dennes fru Laura Bush.

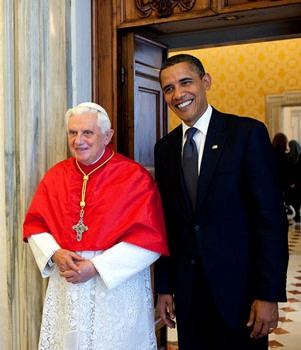
Benedictus XVI och USA:s president Barack Obama 2009

Benedictus XVI genomförde totalt 24 apostoliska resor under sin tid som påve och 31 pastorala resor inom Italien. Den första resan utanför Italien som påve gjorde Benedictus XVI till Köln i Tyskland i augusti 2005 med anledning av Världsungdomsdagarna som firades där. Världsungdomsdagarna avslutades med en stor utomhusmässa med på Marienfeld utanför Köln med en miljon deltagare.
Benedictus XVI avlade ett statsbesök i USA i april 2008, som påkallade stor mediabevakning. Under besöket talade han också till Förenta Nationernas generalförsamling, där han manade till globalt samarbete mot kriser i världen och lyfte fram brotten mot mänskliga rättigheter. Påven kommenterade även pedofilskandalerna i USA, som uppdagades 2002: "Det är ett stort lidande för kyrkan i USA och för hela katolska kyrkan och för mig personligen att detta har kunnat ske".
I samband med resan till USA firade Benedictus XVI sin 81:a födelsedag.
2006, 2010 och 2011 reste påven till Spanien, bland annat för att delta på Världsungdomsdagarna i Madrid 2011. Hans sista resa som påve var till Libanon år 2012. Vidare besökte Benedictus under sin tid som påve Polen, Turkiet, Brasilien, Österrike, USA, Australien, Frankrike, Kamerun, Angola, Jordanien, Israel, Tjeckien, Malta, Portugal, Cypern, Storbritannien, Kroatien, Benin, Mexiko och Kuba.

### Kanoniseringar och beatifikationer
Benedictus påbörjade den 9 maj 2005 processen för beatifikation av sin företrädare Johannes Paulus II. Han kanoniserade 45 personer under sin tid som påve och firade den första helgonförklaringen på Petersplatsen den 23 oktober 2005.

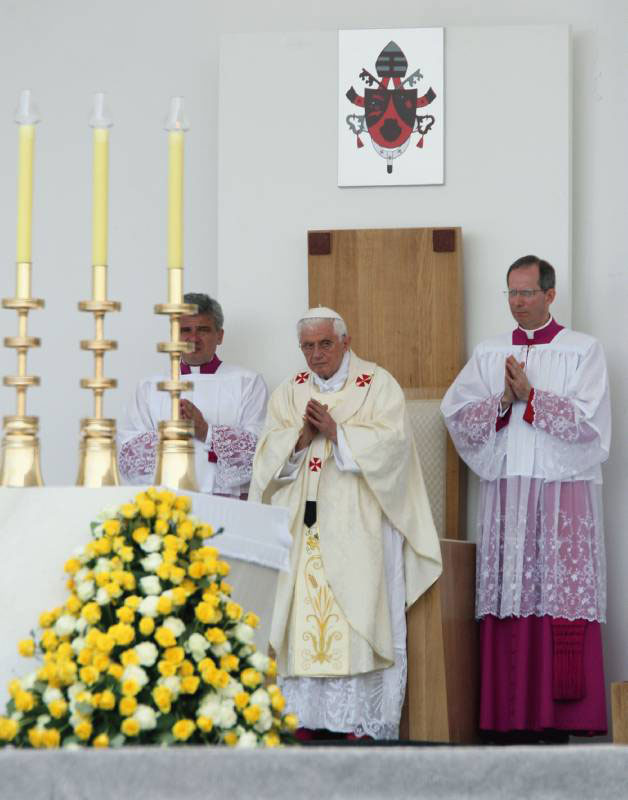
Benedictus i juni 2011, till höger syns Guido Marini.

### Kyrkolärare
Den 7 oktober 2012 utnämnde Benedictus XVI Hildegard av Bingen och Johannes av Ávila till kyrkolärare.

### Encyklikor
Benedictus XVI författade tre encyklikor; Deus caritas est, Caritas in veritate och Spe Salvi. Hans andra encyklika Spe Salvi utkom den 30 november 2007 och handlar om hoppets dygd. Den tredje encyklikan Caritas in veritate utkom den 7 juli 2009, i vilken han fortsatte med kyrkans lära om social rättvisa.

### Motu proprio om tridentinsk mässa
Den 7 juli 2007 utfärdade påven motu proprio Summorum Pontificum. Genom denna skrivelse fick den så kallade tridentinska liturgin, den gudstjänstform som var gängse i den katolska kyrkan fram till den liturgireform som genomfördes efter Andra Vatikankonciliet på 1960-talet, status som en "extraordinarie" gudstjänstform inom den latinska kyrkan.

### Abdikation
Den 11 februari 2013 meddelade Benedictus XVI att han ämnade att abdikera som påve den 28 februari 2013. Detta var första gången sedan 1294, då Celestinus V abdikerade, som en påve abdikerat frivilligt. Under maktkampen mellan påvar och motpåvar på 1400-talet förekom det dock att påvar tvingades att abdikera. Benedictus XVI uppgav bristande krafter på grund av sin ålder som en anledning till abdikationen och att han hade tagit beslutet för kyrkans bästa. Posten som påve var vakant till dess att Franciskus utsetts. Benedictus XVI hade sedan efter sin abdikation titeln pontifex emeritus.
Tiden som emeritus ägnade sig Benedictus XVI åt bön och förde en tillbakadragen livsföring i Mater Ecclesiae vid Vatikanträdgårdarna och syntes offentligt endast vid enstaka tillfällen.

## Teologi
| ”                                        | Att bli kristen är inte ett etiskt beslut eller en storslagen idé, utan resultatet av att man har mött en händelse, en person, som ger livet en ny horisont och riktning. | „ |
| – I ett tal till Troskongregationen 2006 | |   |

Joseph Ratzinger räknades vanligtvis till den augustinska skolan.
I linje med sina föregångares försvar av naturrätten och av sanningen som möjlig kategori hade Benedictus XVI uttalat att världen idag präglas av vad han kallade "relativismens diktatur". Som teolog hade han bland annat fokuserat på frågan om förhållandet mellan begreppen sekularism och rationalism, där hans ståndpunkt var att den sanna rationaliteten inte utesluter tron, till skillnad från det naturalistisk-positivistiska förnuftsbegrepp som härrör från upplysningen.

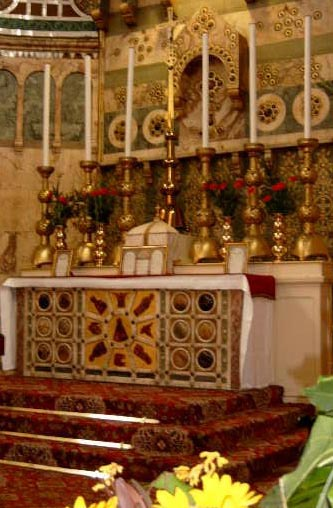
Ett altare med altaruppsats förberett för mässa enligt äldre romersk rit. Kyrkans högaltare hade vanligen tre trappsteg. Sidoaltare hade vanligtvis bara ett trappsteg.

Bland Ratzingers teologiska arbeten kan nämnas det digra fundamentalteologiska arbetet Theologische Prinzipienlehre (1982), de båda ecklesiologiska arbetena Kirche, Ökumene und Politik (1987), Zur Gemeinschaft gerufen (1991) samt det moralteologiska arbetet Wahrheit, Werte, Macht (1993), det djuplodande liturgiska verket Der Geist der Liturgie (2000) och den kristologiska studien Unterwegs zu Jesus Christus (2003). Det gemensamma med dessa arbeten är att förenar djupsinnig teologisk-filosofisk analys med reflexion över kyrkans och den kristna trons ställning i det moderna samhället och alla de problem som den kristna gemenskapen ställs inför världen över. Ratzinger behandlade här allt från dopets, eukaristins och bönens specifika betydelse, de stora trosbekännelserna och förhållandet mellan skrift och tradition och mellan tro och vetande i ett historiskt perspektiv till ekumeniken, befrielseteologin och den islamiska utmaningen, frihets- och samvetsbegreppet samt betydelsen av kristna värdetraditioner för demokratin och försvaret av mänskliga rättigheter.

### Kontinuitetens hermeneutik
Som en röd tråd genom Benedictus XVI:s pontifikat löper frågan om den katolska kyrkans kontinuitet med och trohet mot den kristna uppenbarelsen och traditionen. Som en följd har Ratzinger både som kardinal och som påve från progressivt håll kritiserats för sin syn på Andra Vatikankonciliet (som ägde rum 1962–1965), som många hade betraktat som "en ny pingst", en ny början för den romersk-katolska kyrkan, en brytning med det förflutna. I sitt jultal till kardinalskollegiet den 22 december 2005 underströk Benedictus XVI betydelsen av att Andra Vatikankonciliet inte tolkas som en brytning med den kyrkliga traditionen ("brytningens hermeneutik") utan istället ska läsas i traditionens ljus ("kontinuitetens hermeneutik"). Redan i ett uppmärksammat tal till biskoparna i Chile av den 13 juli 1988 hade kardinal Ratzinger framhävt faran av att betrakta Andra Vatikankonciliet "som ett slags superdogm" och "en ny början för kyrkan". Ratzinger medverkade själv vid kyrkomötet (som teologisk rådgivare åt kardinal Frings) och sågs då av många som en liberal teolog, men betraktas idag av till exempel Hans Küng som kyrkligt mycket konservativ.
I denna interna katolska kontrovers om tolkningen av det senaste allmänna kyrkomötet är det som den liturgiska frågan skriver in sig. Ratzinger var känd för sin kritik av flera sidor av liturgireformen under Paulus VI. Än mera kritisk har han varit mot den utveckling mot "avsakralisering" av liturgin som i den västliga kyrkan blev märkbar från och med 1960-talets slut. För Ratzinger var gudstjänsten i främsta rummet tillbedjan, och därmed utgör avsakralisering en återvändsgränd. Eftersom Ratzinger samtidigt betraktade liturgin som kyrkans livsnerv får frågan om kontinuitet och sakralitet i liturgin en alldeles särskild betydelse i hans tanke. Under sin tid som kardinal utlade Ratzinger sin uppfattning enligt vilken Paulus VI:s liturgi måste tillföras element från den äldre liturgin för att göra påtagligare gudstjänstens sakrala karaktär. Vidare framhöll han vikten av att den äldre romerska liturgin (den tridentiska liturgin) återintegrerades i kyrkans liturgiska liv. Som påve kom han att realisera detta genom den ovan nämnda skrivelsen Summorum pontificum (2007).
Joseph Ratzinger har både som kardinal och som påve från "progressivt" håll anklagats för att vilja underminera arvet från Andra Vatikankonciliet. Av Prästbrödraskapet S:t Pius X beskrivs han istället inte sällan som alltför progressiv. Å sin sida har Ratzinger betonat en "kontinuitetens hermeneutik" och uppställt en skillnad mellan kyrkomötets texter å ena sidan och vad man ibland kallat "konciliets anda" (sådant det uttolkats av progressiva teologer) å andra sidan. Till denna fråga om brytning contra kontinuitet är den i dagens romersk-katolska kyrka kontroversiella frågan om liturgin och Benedictus XVI:s skrivelse Summorum pontificum knuten.

## Kritik och kontroverser
Benedictus fick mycket kritik från både kristet och utomkristet håll för sin traditionella katolska hållning i frågor som rör kristen tro, homosexualitet, abort, preventivmedel, skilsmässa och kvinnans roll i kyrkan samt ekumenisk samverkan med de protestantiska kyrkorna.
Som prefekt för Troskongregationen kritiserades han för att ha ingripit mot teologer som enligt Rom riskerade att grumla den katolska tron. Framför allt har det handlat om han fråntagit vissa teologer rätten att undervisa under namnet "katolska teologer". Den mest kände av dessa var Hans Küng.
Den 12 september 2006 upprörde Benedictus XVI den muslimska världen genom att referera en skrift av den kristne kejsaren Manuel II Palaiologos från 1300-talet som sagt att profeten Muhammed enbart bringat världen "onda och inhumana ting". Uttalandet ledde till våldsamma protester mot kristna kyrkor i många muslimska länder. Han har beklagat att han med detta upprört muslimer världen över och har tidigare även kritiserat publiceringen av karikatyrer av Muhammed.
I april 2019 skrev Benedictus XVI i den tyska katolska tidningen Klerusblatt, att 1960-talets sexuella revolution är orsaken till katolska prästers sexuella övergrepp. Inlägget har kritiserats för att inte fokusera på kyrkans strukturella problem, som ofta hindrat den att reagera adekvat på övergreppen.

## Påve emeritus

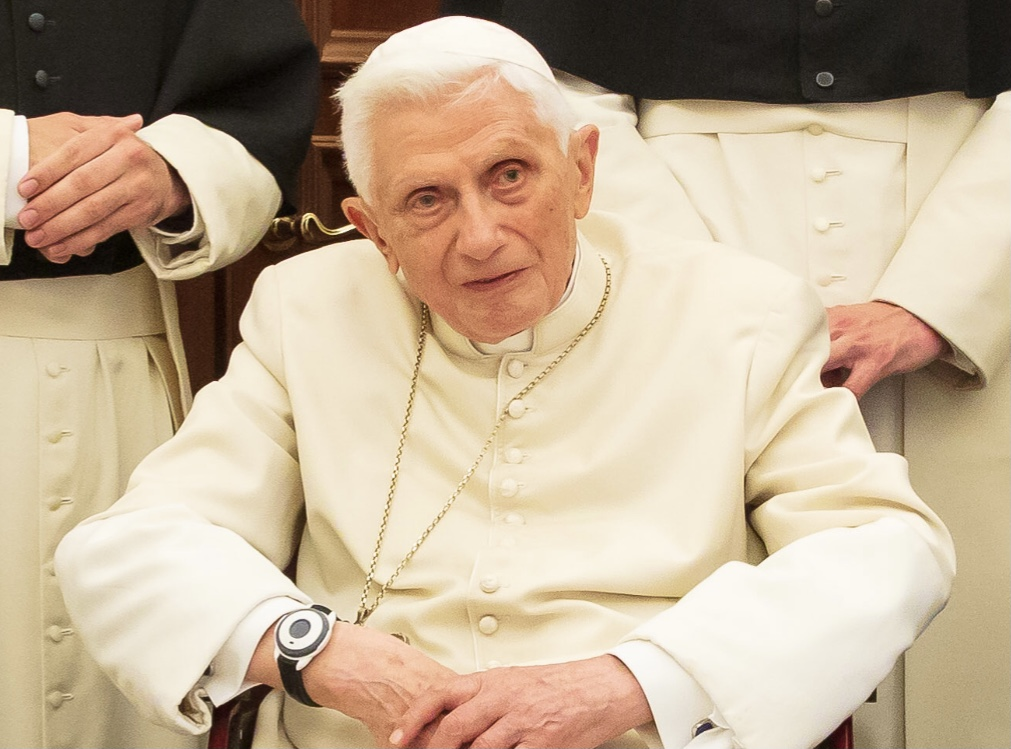
Benedictus XVI, den 10 augusti 2019.

Den 28 februari 2013 mötte Benedictus XVI kardinalskollegiet för att sedan resa med helikopter till det påvliga sommarresidenset i Castel Gandolfo. Han förblev där tills att hans nya hem, klostret Mater Ecclesiae vid Vatikanträdgårdarna, hade blivit färdigrenoverat.
Efter abdikationen hade Benedictus XVI en tillbakadragen livsföring. Han ägnade tiden åt bön och framträdde offentligt endast vid enstaka tillfällen. Första framträdandet som påve emeritus gjorde han i Peterskyrkan den 22 februari 2014. Han deltog också vid helgonförklaringen av påvarna Johannes XXIII och Johannes Paulus II.
Efter abdikationen behöll Benedictus XVI sitt namn som påve och bytte inte tillbaka till sitt födelsenamn. Han fortsatte också att bära den vita kassocken.

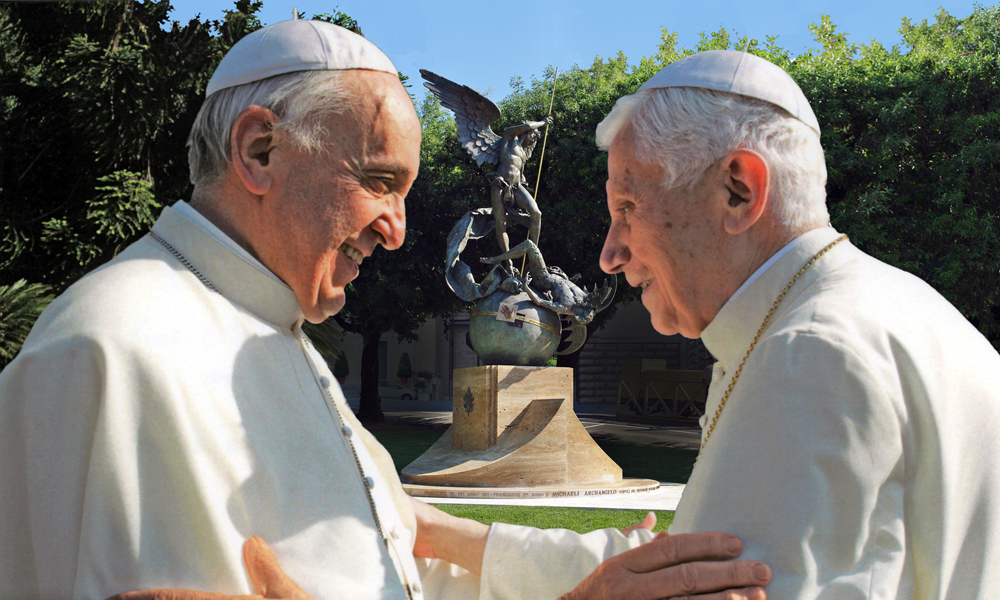
Benedictus XVI och Franciskus, 2013.

Den 4 september 2020 blev Benedictus XVI den längst levande personen som innehaft påveämbetet vid en ålder av 93 år och 141 dagar. I januari 2021 fick både Benedictus och Franciskus, varsin dos av vaccin mot Covid-19. I juni 2021 firade han 70-årsjubileum som präst.
Den 28 december 2022 meddelade påve Franciskus att Benedictus var "mycket sjuk" och Franciskus bad med orden: "Må Herren stödja honom i hans vittnesbörd om kärlek till kyrkan till slutet."

## Död och begravning

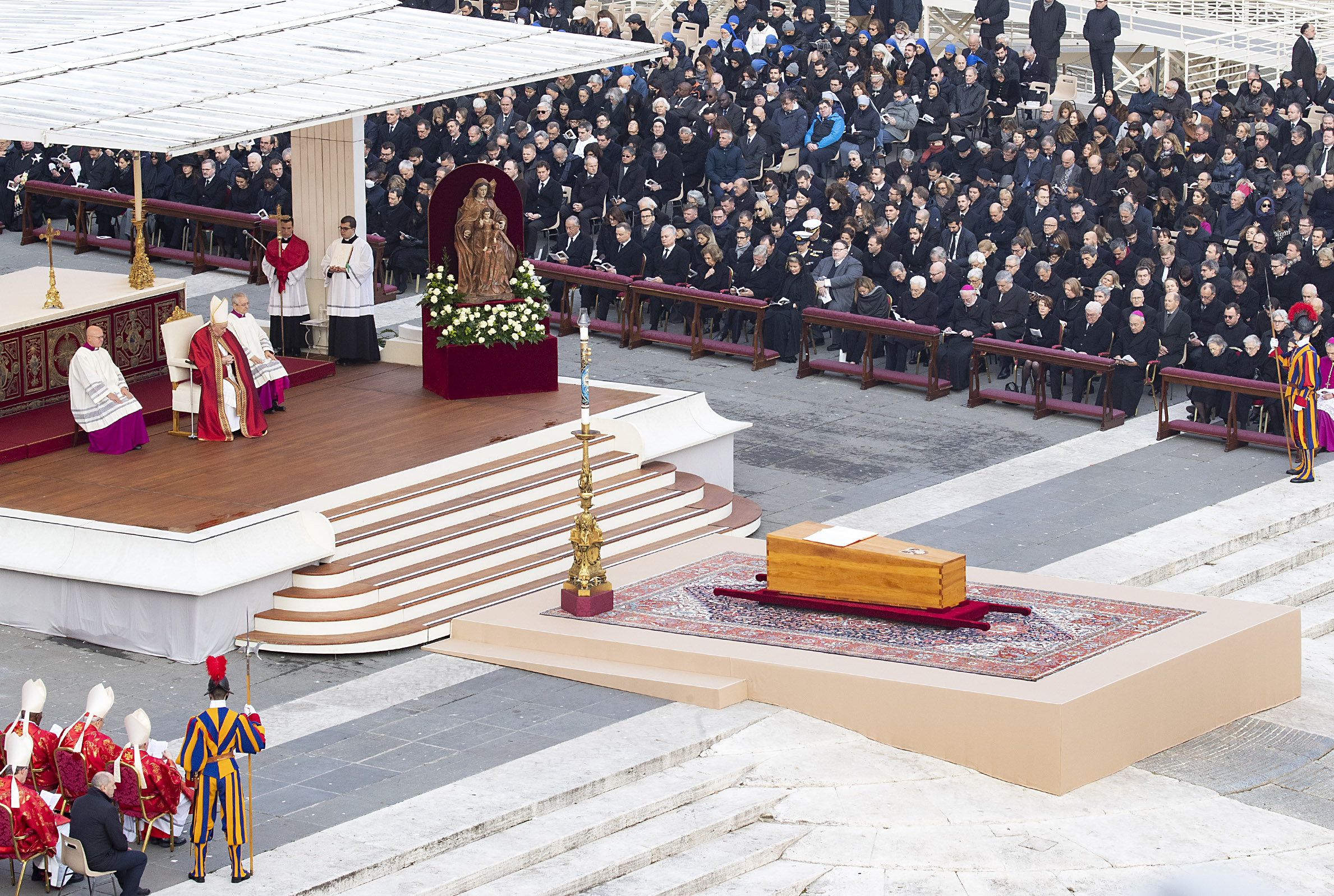
Benedictus begravning på Petersplatsen, 5 januari 2023.

Den 31 december 2022 klockan 09.34 avled Benedictus XVI. Han avled i klostret Mater Ecclesiae i Vatikanstaten, vilket var Benedictus hem efter att han abdikerade som påve år 2013. Benedictus blev 95 år gammal.
Från den 2 januari till och med den 4 januari 2023 låg Benedictus på lit de parade i Peterskyrkan, med möjlighet för allmänheten att ta ett sista farväl.
Benedictus begravning ägde rum den 5 januari 2023 på Petersplatsen och påve Franciskus ledde mässan. Detta var första gången en påve deltog på en begravning av en företrädare. Celebrant var kardinal Giovanni Battista Re. Bland de deltagande från Benedictus hemland Tyskland fanns president Frank-Walter Steinmeier och förbundskansler Olaf Scholz. Georg Gänswein, Benedictus personliga sekreterare deltog, samt omkring 50 000 människor.

## Helgon- och saligförklaringar
Se Lista över Benedictus XVI:s helgon- och saligförklaringar.

## Bilder

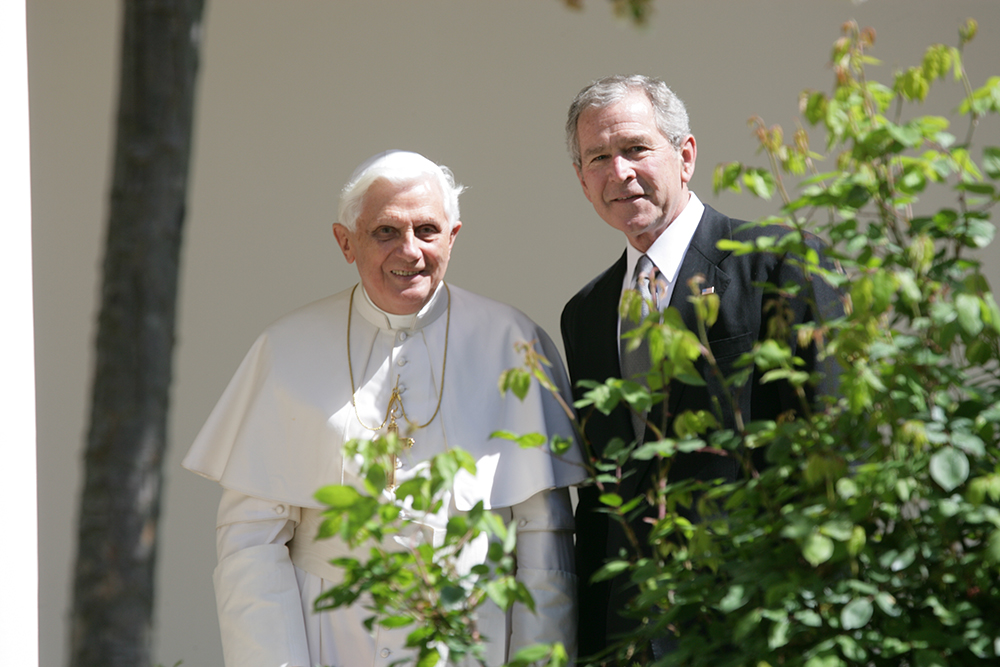
Benedictus XVI tillsammans med USA:s 43:e president George W. Bush år 2008.
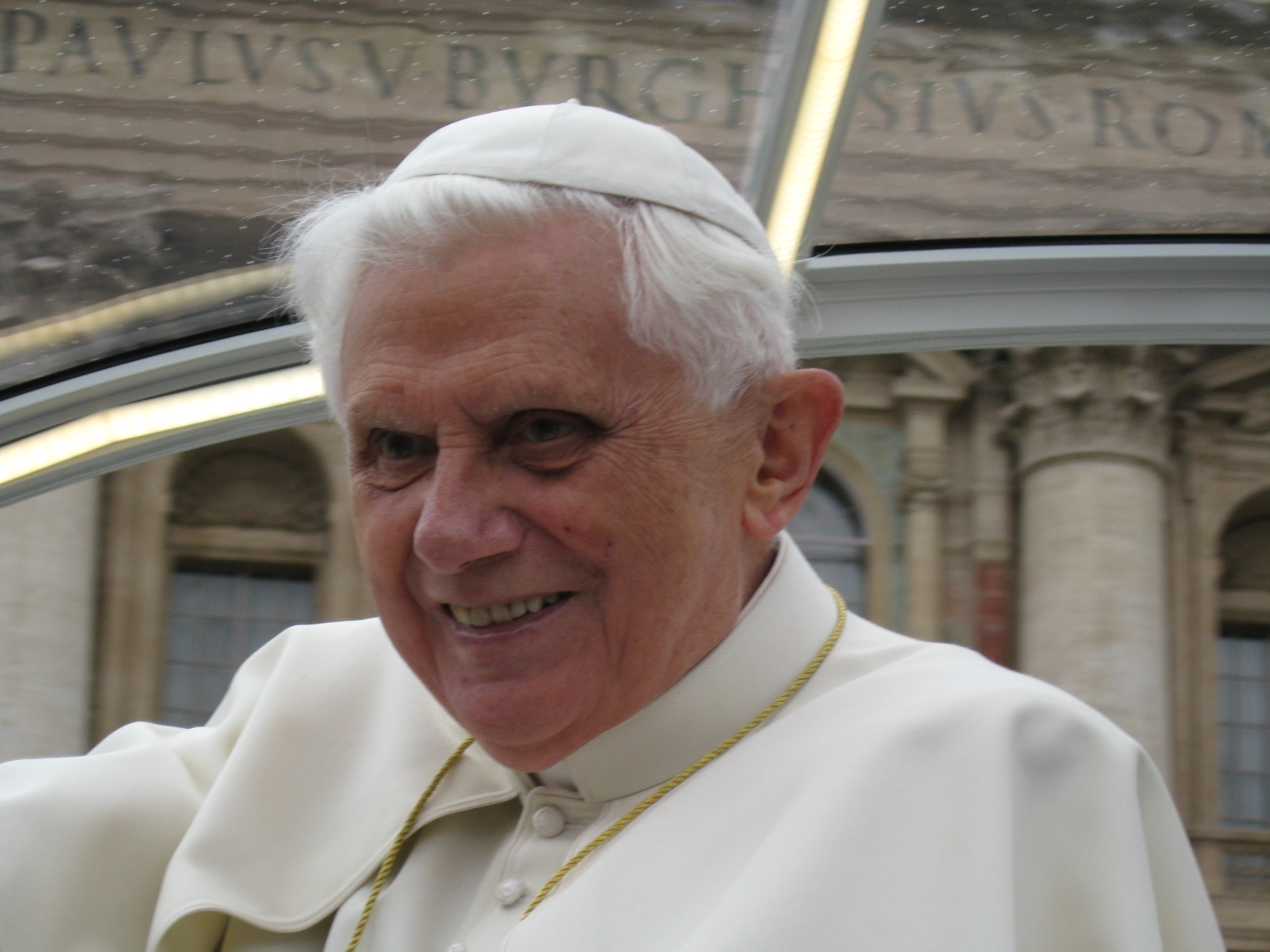
Benedictus XVI i Rom 2008.
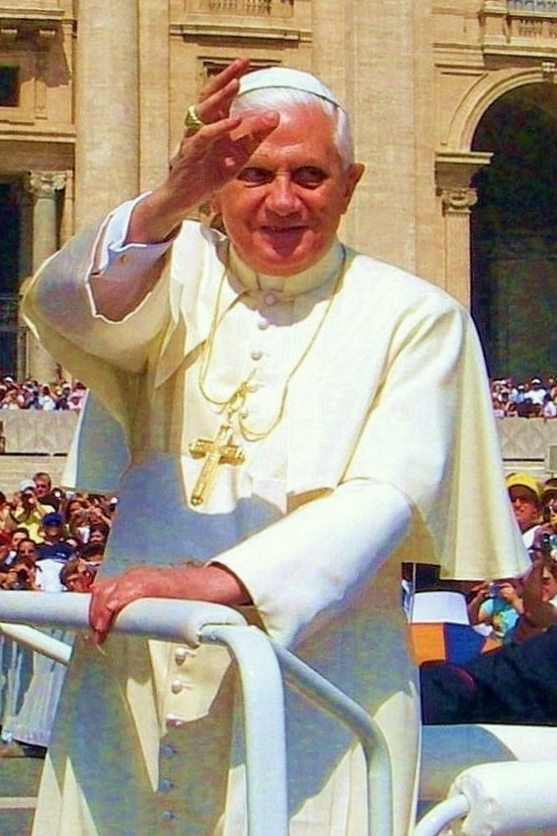
Benedictus XVI på Petersplatsen år 2007.
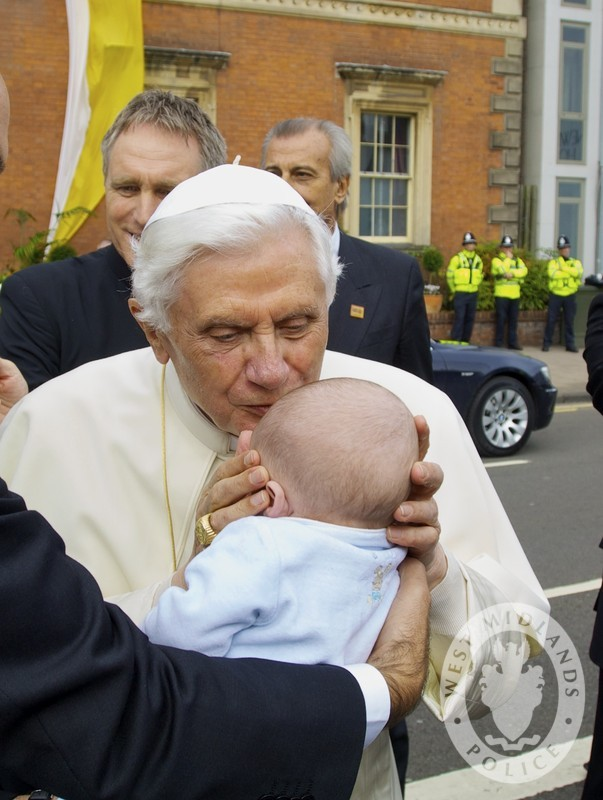
Benedictus XVI på besök i Birmingham 2010

## Påvens nationalitet
Enligt en mer stortysk uppfattning är Benedictus den åttonde etniskt tyske påven genom tiderna, och den förste sedan Hadrianus VI 1523. Denna uppfattning bygger dock på att Tysk-romerska riket under en stor del av sin existens var synnerligen vidsträckt geografiskt. Den uppfattning man idag (2005) har om nationell identitet, det vill säga tillhörigheten till en nationalstat, förekom emellertid knappast alls på många håll, före det nationella genombrottet från 1800-talet fram till fredsavtalen efter första världskriget.
Nyss nämnde Hadrianus VI var född i den idag nederländska staden Utrecht, och hade innan han blev påve namnet Adrian Florisz d'Edel som idag ter sig som nederländskt. Om man istället – med en mer restriktiv syn på tyskhet – bedömer påvarnas nationalitet utifrån dagens gränser för den tyska förbundsrepubliken är Benedictus XVI sannolikt den tredje tyske påven genom tiderna, och den förste sedan Viktor II (1055–1057).

## Utmärkelser
Asteroiden 8661 Ratzinger är uppkallad efter honom.

### Encyklikor
- 2006 – Deus Caritas Est
- 2007 – Spe Salvi
- 2009 – Caritas in Veritate

### Andra dokument (urval)
- 2000 – Dominus Iesus (skrevs av honom före påvevalet, då han var kardinalprefekt för Troskongregationen)
- 2007 – Sacramentum Caritatis
- 2007 – Summorum Pontificum

### Fotnoter
1. ↑  ”Delade meningar om påvens namn”. Svenska Dagbladet. 21 april 2005. http://www.svd.se/nyheter/inrikes/delade-meningar-om-pavens-namn_414831.svd. Läst 29 maj 2024.
2. 1 2 3  Frassetto, Michael (20 maj 2024). ”Benedict XVI” (på engelska). www.britannica.com. Encyclopedia Britannica. https://www.britannica.com/biography/Benedict-XVI. Läst 29 maj 2024.
3. 1 2 3 4  ”Farewell to Benedict XVI: ‘Humble worker in vineyard of the Lord' - Vatican News” (på engelska). Vatican News. 31 december 2022. https://www.vaticannews.va/en/vatican-city/news/2022-12/pope-emeritus-benedict-xvi-dies-aged-95.html. Läst 29 maj 2024.
4. ↑  Malmström, Klara (31 december 2022). ”Tidigare påven Benedictus är död”. Sveriges Radio. https://sverigesradio.se/artikel/tidigare-paven-benedictus-ar-dod. Läst 29 maj 2024.
5. ↑  ”Vadslagningen redan igång”. Svenska Dagbladet. 11 februari 2013. Arkiverad från originalet den 18 april 2013. https://archive.is/20130418110529/http://www.svd.se/nyheter/utrikes/vadslagningen-om-naste-pave-i-gang_7905212.svd. Läst 29 maj 2024.
6. ↑  ”Morto il Papa emerito Benedetto XVI, i funerali il 5 gennaio”. Agenzia Nazionale Stampa Associata. 10 februari 2023. https://www.ansa.it/sito/notizie/speciali/2022/12/31/e-morto-il-papa-emerito-benedetto-xvi-i-funerali-il-5-gennaio-diretta_cc0ed54f-a89b-4e41-8c62-897e8fe08f27.html. Läst 26 augusti 2024.
7. ↑  ”Benedict XVI becomes oldest pope in history” (på engelska). France 24. 4 september 2020. https://www.france24.com/en/20200904-benedict-xvi-becomes-oldest-pope-in-history. Läst 27 december 2021.
8. ↑  ”Hitler Youth” (på engelska). www.britannica.com. Encyclopedia Britannica. 12 oktober 2023. http://www.britannica.com/EBchecked/topic/268111/Hitler-Youth. Läst 29 maj 2024.
9. ↑  Bates, Stephen; Hooper, John (20 april 2005). ”From Hitler Youth to the Vatican” (på engelska). The Guardian. Arkiverad från originalet den 29 maj 2024. https://web.archive.org/web/20240529143712/https://www.theguardian.com/world/2005/apr/20/catholicism.religion3. Läst 29 maj 2024.
10. ↑  ”Pope urges global unity on crises” (på brittisk engelska). BBC News. 19 april 2008. http://news.bbc.co.uk/2/hi/americas/7354023.stm. Läst 29 maj 2024.
11. ↑  Ottenvang, Leif (16 april 2008). ”Påven: Jag skäms för sexövergreppen i kyrkan”. Dagen. Arkiverad från originalet den 23 november 2011. https://web.archive.org/web/20111123075508/http://www.dagen.se/dagen/Article.aspx?ID=152332. Läst 29 maj 2024.
12. ↑  ”How Do You Become a Saint? What to Know About Canonization” (på amerikansk engelska). NBC News. 27 april 2014. https://www.nbcnews.com/storyline/new-saints/how-do-you-become-saint-what-know-about-canonization-n89846. Läst 27 december 2021.
13. ↑  ”Pope names 2 church doctors: preacher St. John of Avila and mystic St. Hildegard of Bingen” (på amerikansk engelska). Fox News. 7 oktober 2012. https://www.foxnews.com/world/pope-names-2-church-doctors-preacher-st-john-of-avila-and-mystic-st-hildegard-of-bingen. Läst 29 maj 2024.
14. ↑  Motu proprio Summorum Pontificum (7. Juli 2007)
15. ↑  ”Pope says will resign on Feb 28: Vatican spokesman” (på engelska). AFP. 11 februari 2013. Arkiverad från originalet den 24 april 2013. https://archive.is/20130424181657/http://www.afp.com/en/news/topstories/pope-says-will-resign-feb-28-vatican-spokesman. Läst 29 maj 2024.
16. ↑  Salö, Freja (27 februari 2013). ”Påven håller sitt sista framträdande”. SVT. http://www.svt.se/nyheter/utrikes/dags-for-pavens-sista-framtradande. Läst 29 maj 2024.
17. 1 2  ”Pope Emeritus Benedict XVI celebrates his 88th birthday” (på engelska). Vatican Radio. 16 april 2015. http://www.archivioradiovaticana.va/storico/2015/04/16/pope_emeritus_benedict_xvi_celebrates_his_88th_birthday/en-1137382. Läst 29 maj 2024.
18. ↑  Theologische Prinzipienlehre. Bausteine zur Fundamentaltheologie, Erich Wewel Verlag 1982.

Zur Gemeinschaft gerufen. Kirche heute verstehen, Freiburg/Basel/Wien 1991

Kirche, Ökumene und Politik. Neue Versuche zur Ekklesiologie, Johannes, Einsiedeln 1987

Wahrheit, Werte, Macht. Prüfsteine der pluralistischen Gesellschaft, Freiburg/Basel/Wien 1993

Der Geist der Liturgie. Eine Einführung, Freiburg/Breisgau 2000

Unterwegs zu Jesus Christus, Augsburg 2003
19. ↑  Tal till kardinalskollegiet 22 december 2005.
20. ↑  Se Gunnel Vallquist, Dagbok från Rom, Artos & Norma Bokförlag, 1999; Katolska läroår, Uppsala-Paris-Rom, 1995
21. ↑  Tal till de chilenska biskoparna Arkiverad 15 juli 2007 hämtat från the Wayback Machine. 13 juli 1988.
22. ↑  Ratzinger, Joseph (1997) (på italienska). La Mia Vita – Ricordi (1927–1977). Edizioni San Paolo. sid. ss. 110–113.  ”(i engelsk översättning): I was dismayed by the banning of the old Missal, seeing that a similar thing had never happened in the entire history of the liturgy. ... The promulgation of the banning of the Missal that had been developed in the course of centuries, starting from the time of the sacramentaries of the ancient Church, has brought with it a break in the history of the liturgy the consequences of which could be tragic. ... The old structure was broken to pieces and another was constructed admittedly with material of which the old structure had been made and using also the preceding models. ... But the fact that [the liturgy] was presented as a new structure, set up against what had been formed in the course of history and was now prohibited, and that the liturgy was made to appear in some ways no longer as a living process but as a product of specialized knowledge and juridical competence, has brought with it some extremely serious damages for us. ... In this way, in fact, the impression has arisen that the liturgy is ’made,’ that it is not something that exists before us, something ’given,’ but that it depends on our decisions. It follows as a consequence that this decision-making capacity is not recognized only in specialists or in a central authority, but that, in the final analysis, each ’community’ wants to give itself its own liturgy. But when the liturgy is something each one makes by himself, then it no longer gives us what is its true quality: encounter with the mystery which is not our product but our origin and the wellspring of our life. ... I am convinced that the ecclesial crisis in which we find ourselves today depends in great part upon the collapse of the liturgy, which at times is actually being conceived of etsi Deus non daretur: as though in the liturgy it did not matter any more whether God exists and whether He speaks to us and listens to us. ... But if in the liturgy the communion of faith no longer appears, nor the universal unity of the Church and of her history, nor the mystery of the living Christ, where is it that the Church still appears in her spiritual substance?”
23. ↑  Ratzinger, Joseph (1992) i Gember, Klaus, Reform of the Roman Liturgy: "[W]e have a liturgy which has degenerated so that it has become a show which, with momentary success for the group of liturgical fabricators, strives to render religion interesting in the wake of the frivolities of fashion and seductive moral maxims. Consequently, the trend is the increasingly marked retreat of those who do not look to the liturgy for a spiritual show-master but for the encounter with the living God in whose presence all the ’doing’ becomes insignificant since only this encounter is able to guarantee us access to the true richness of being."
24. ↑  ”"Pope’s ancient ornaments and vestments underscore continuity in the liturgy"” (på engelska). Catholic News Agency. 26 juni 2008. Arkiverad från originalet den 2 april 2015. https://web.archive.org/web/20150402035235/http://www.catholicnewsagency.com/news/popes_ancient_ornaments_and_vestments_underscore_continuity_in_the_liturgy/. Läst 2 november 2008.
25. ↑  Magister, Sandro (28 juni 2009). ”The Pope Does Not Put On Prada, But Christ” (på engelska). chiesa.espressonline.it. la Repubblica. http://chiesa.espresso.repubblica.it/articolo/205488bdc4.html?eng=y. Läst 29 maj 2024.
26. ↑  Ratzinger, Joseph (1997) Salt of the Earth: "I am of the opinion, to be sure, that the old rite should be granted much more generously to all those who desire it. It’s impossible to see what could be dangerous or unacceptable about that. A community is calling its very being into question when it suddenly declares that what until now was its holiest and highest possession is strictly forbidden and when it makes the longing for it seem downright indecent."
27. ↑  Maximilian Heinrich Heim, "Vatican II and the Ecclesiology of Joseph Ratzinger" Arkiverad 7 oktober 2008 hämtat från the Wayback Machine., introduktion till Joseph Ratzinger: Life in the Church and Living Theology—Fundamentals of Ecclesiology with Reference to Lumen Gentium, Ignatius Press, 2007, ISBN 978-1-58617-149-0.
28. ↑  Heim, Maximilian Heinrich (2007). ”Vatican II and the Ecclesiology of Joseph Ratzinger” (på engelska). Joseph Ratzinger. Life in the Church and Living Theology. Fundamentals of Ecclesiology with Reference to Lumen Gentium. Ignatius Press. ISBN 978-1-58617-149-0. Arkiverad från originalet den 7 oktober 2008. https://web.archive.org/web/20081007211754/http://www.ignatiusinsight.com/features2008/mhheim_introjr_jan08.asp. Läst 29 maj 2024
29. ↑  ”Påven: Aids blir värre med kondomer”. SVT. 17 mars 2009. https://www.svt.se/nyheter/utrikes/paven-aids-blir-varre-med-kondomer. Läst 29 maj 2024.
30. ↑  http://www.katoliknu.se/html/pressmedl-isl4.htm
31. ↑  Benedictus XVI (12 september 2006). ”Faith, Reason and the University. Memories and Reflections. Lecture of the Holy Father at Meeting with the Representatives of Science in the Aula Magna of the University of Regensburg”. www.vatican.va. https://www.vatican.va/content/benedict-xvi/en/speeches/2006/september/documents/hf_ben-xvi_spe_20060912_university-regensburg.html. Läst 30 maj 2024.
32. ↑  Beswick, Emma (11 april 2019). ”Euronews; Ex-Pope Benedict XVI says 'all-out sexual freedom' of 60s to blame for clerical sex abuse” (på engelska). Euronews. https://www.euronews.com/2019/04/11/ex-pope-benedict-xvi-says-all-out-sexual-freedom-of-60s-to-blame-for-clerical-sex-abuse. Läst 29 maj 2024.
33. ↑  ”Pope Francis and the Pope emeritus receive Covid-19 vaccine - Vatican News” (på engelska). Vatican News. 14 januari 2021. https://www.vaticannews.va/en/pope/news/2021-01/pope-francis-benedict-xvi-covid-19-vaccine.html. Läst 29 maj 2024.
34. ↑  Smeds, Charlotta (28 december 2022). ”Påven: Be för Benedictus XVI, han är mycket sjuk och stödjer kyrkan med sin bön”. Vatican News. https://www.vaticannews.va/sv/paven/news/2022-12/paven-be-for-benedictus-xvi-han-ar-mycket-sjuk-och-stodjer-kyr.html. Läst 29 maj 2024.
35. ↑  Horowitz, Jason; Povoledo, Elisabetta (31 december 2022). ”With Benedict’s Death, an Unprecedented Moment for the Modern Church” (på amerikansk engelska). The New York Times. ISSN 0362-4331. https://www.nytimes.com/2022/12/31/world/europe/pope-benedict-funeral.html. Läst 7 januari 2023.
36. ↑  Giuffrida, Angela (5 januari 2023). ”Pope Benedict XVI laid to rest as 50,000 pay respects in St Peter’s Square” (på brittisk engelska). The Guardian. https://www.theguardian.com/world/2023/jan/05/pope-benedict-xvi-funeral-expected-to-draw-big-crowds-to-st-peters-square-vatican. Läst 29 maj 2024.
37. ↑  ”Minor Planet Center 8661 Ratzinger” (på engelska). Minor Planet Center. https://www.minorplanetcenter.net/db_search/show_object?object_id=8661. Läst 18 juni 2023.